# Omino Bianco
Omino Bianco è un marchio italiano di detersivi e detergenti per il bucato prodotti dalla Bolton Manitoba S.p.A. di Milano, azienda controllata dalla multinazionale Bolton Group.

## Storia
Nacque nel 1954 come marchio del perborato di sodio prodotto e commercializzato dalla Manitoba Paper Italia S.p.A. di Melzo, in provincia di Milano, azienda chimica e cartaria controllata dalla statunitense Kimberly-Clark. Divenne fin da subito uno dei marchi più noti di detersivi, con il caratteristico logo con una figura nera con la maglietta bianca, e si impone in particolare come smacchiatore dei capi lavati.
Nel 1982, Manitoba venne rilevata da Bolton Group, e divenne nel 1992 Brill Manitoba, poi Bolton Manitoba nel 2003, e Omino Bianco ne seguì le sorti.
Nel 2002, viene attivato il sito internet ufficiale di Omino Bianco.
Nel 2010 viene lanciato sul mercato un additivo smacchiatore a capsule, l'Omino Bianco 100 Più Idrocaps, che ha riscosso molti consensi.

## Generalità e dati
Omino Bianco è un marchio di prodotti per il lavaggio manuale e in lavatrice dei capi, della Bolton Manitoba S.p.A., azienda controllata controllata dalla multinazionale Bolton Group, il cui stabilimento di produzione è a Nova Milanese.
Con il marchio Omino Bianco vengono prodotti e commercializzati additivi, smacchiatori, detersivi e candeggine. Omino Bianco occupa una posizione apicale additivi da bucato nel mercato italiano e tra le più forti in Europa in molti segmenti di mercato.